# 17 juillet 1949
Le dimanche 17 juillet 1949 est le 198e jour de l'année 1949.

## Naissances
- Andreï Fursenko, homme d'affaires et un homme politique russe
- Bruno Pradal (mort le 19 mai 1992), acteur français
- Chico Freeman, musicien américain
- Geezer Butler, bassiste du groupe Black sabbath
- Guennadi Touretski (mort le 7 août 2020), entraîneur de natation soviétique puis australien
- Jacky Receveur (mort le 29 mai 2016), footballeur français
- Javier Bustinduy (mort le 9 mars 2016), ingénieur et homme d'affaires espagnol
- Jean Carlo Simancas, acteur vénézuélien
- Pantelis Nikolaou, joueur de football grec

## Décès
- Miel Mundt (né le 30 mai 1880), footballeur néerlandais
- Robert Danis (né le 15 juillet 1879), architecte en chef des palais nationaux et des monuments historiques

## Événements
- Grand Prix automobile de France 1949
- Incendie des usines mécaniques d'Elbląg dans le nord de la Pologne, préfigurant l'affaire d'Elbląg